# Septagon
Septagon – polski serial paradokumentalny z gatunku docu-crime produkcji Tako Media emitowany na antenie TV4 od 3 września 2018 do 29 października 2019.

## Opis fabuły
Serial opowiada o pracownikach agencji detektywistycznej Septagon oraz prowadzonych przez nich sprawach. Akcja serialu toczy się głównie na terenie Wrocławia – w biurze Septagonu, mieszkaniach klientów oraz miejscach obserwacji detektywów.

## Obsada

### Pracownicy Septagonu
- Marcin Malik  – detektyw Marcin Doman, szef agencji Septagon
- Żaneta Tymków – detektyw Marta „Ruda” Keller
- Michał Waleszczyński – detektyw Michał „Diablo” Warłak
- Paweł Jeziółkowski – detektyw Paweł „Serb” Serbowski
- Aneta Rak  – detektyw Aneta „Bibi” Rawicz[2]
- Wojciech Zygmunt – haker Max Wikieł
- Elżbieta Lisowska – sprzątaczka Irena Borowiec
- Michalina Borowska – detektyw Michalina „Lilli” Łakatosz (od 44. odcinka)
- Tomasz Kutera – detektyw Bartłomiej „Szwagier” Źdźbło (od 49. odcinka)

Pozostałe role epizodyczne grają aktorzy-amatorzy lub statyści wyłaniani w castingach.

## Spis serii
| Seria | Sezon       | Odcinki    | Premiera serii  | Finał serii          | Pora emisji                                                                |
| ----- | ----------- | ---------- | --------------- | -------------------- | -------------------------------------------------------------------------- |
| 1.    | jesień 2018 | 1–40 (40)  | 3 września 2018 | 12 listopada 2018    | poniedziałek–czwartek 18.00 (odc. 1–48) wtorek–czwartek 18.00 (odc. 49–68) |
| 2.    | wiosna 2019 | 41–68 (28) | 4 marca 2019    | 9 maja 2019          | poniedziałek–czwartek 18.00 (odc. 1–48) wtorek–czwartek 18.00 (odc. 49–68) |
| 3.    | jesień 2019 | 69–96 (28) | 2 września 2019 | 29 października 2019 | poniedziałek–piątek 18.00 (odc. 69–80) wtorek–czwartek 18.00 (odc. 81–96)  |